# Veronica salicifolia
Veronica salicifolia är en grobladsväxtart som beskrevs av Georg Forster.
Veronica salicifolia ingår i släktet veronikor och familjen grobladsväxter. Inga underarter finns listade i Catalogue of Life.

## Bildgalleri

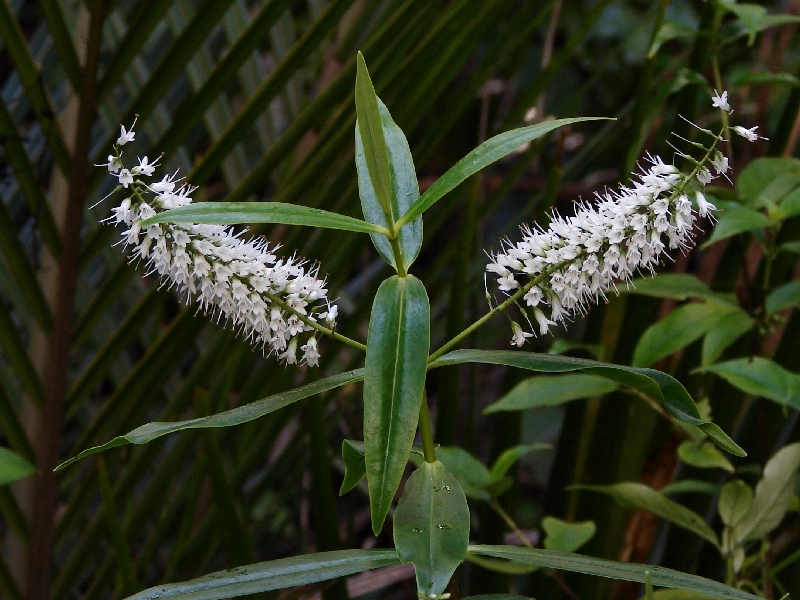
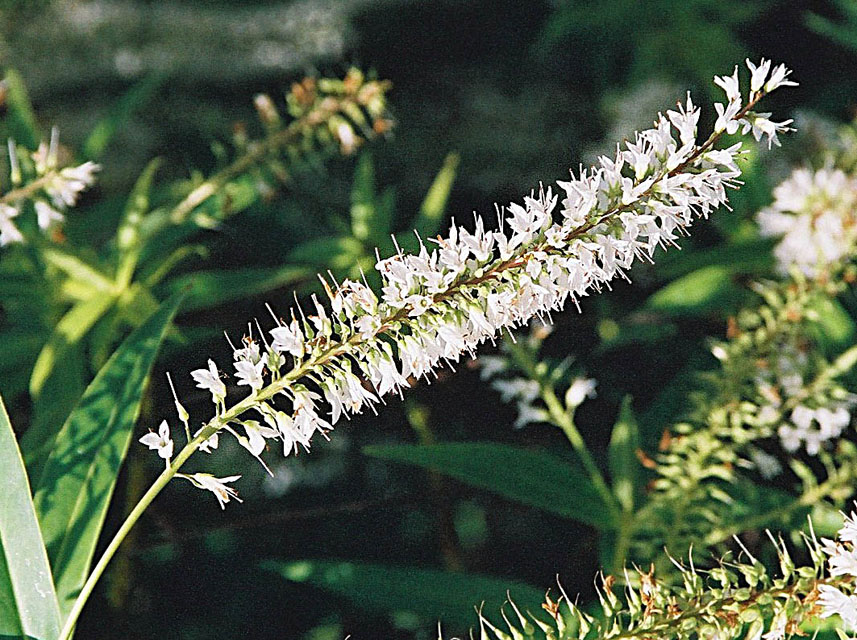